# Скотовата Балка (пам'ятка природи)
Скотова́та Ба́лка — комплексна пам'ятка природи загальнодержавного значення в Україні. Один з об'єктів природно-заповідного фонду Запорізької області. 
Площа 30 гектарів. Статус з 1975 року.
Пам'ятка природи належить до переліку природно-заповідних територій, особливо важливих для збереження ландшафтного та біологічного різноманіття Запорізької області.

## Розташування
Розташована в Запорізькій області у межах земель Новомиколаївської сільської ради Гуляйпільського району Запорізької області, біля села Новогригорівка (5,7 га), та на території Гуляйпільського лісництва ДП «Пологівське лісомисливське господарство», кв. 8, вид. 1-4 (24,3 га).

## Мета створення
Пам'ятку природи створено з метою охорони та збереження степової балки, на мальовничих схилах якої, над каскадом ставків, цінні залишки степової цілини з рідкісними видами рослин та місця існування водно-болотної дичини.

## Опис
Являє собою степову балку завдовжки до 20 км. Її верхів'я заліснені, на днищі створено 6 ставків. Схили балки вкриті цілинною трав'яною рослинністю з наявністю рідкісних видів — ковила Лессінга, тюльпан Шренка, сон-трава чорніюча та інші, що занесені до Червоної книги України. Береги ставків порослі осоками, очеретом.
З тварин водяться дика свиня, заєць, лисиця, куріпка, дикі качки.